# Toby Low (1er baron Aldington)
 (juillet 2021).
Pour les articles homonymes, voir Low.
Toby Austin Richard William Low (25 mai 1914 - 7 décembre 2000), connu sous le nom d'Austin Richard William Low jusqu'à ce qu'il ajoute « Toby » comme prénom le 10 juillet 1957 est un homme politique et homme d'affaires britannique du Parti conservateur.
Il est cependant surtout connu pour son rôle présumé dans l'opération Keelhaul, le rapatriement forcé de prisonniers de guerre russes, ukrainiens et autres vers l'Union soviétique où beaucoup sont exécutés. Après avoir été accusé de crimes de guerre, il poursuit avec succès ses accusateurs pour diffamation .

## Biographie
Il est le fils du colonel Stuart Low, le président de la Grindlays Bank, qui est tué dans le naufrage du MV Henry Stanley en 1942 , et de Lucy Atkin, fille du Lord Atkin. Il fait ses études au Winchester College  (où il est plus tard directeur, c'est-à-dire président du conseil d'administration), et au New College d'Oxford où il étudie le droit. Il obtient son diplôme d'avocat en 1939.
Il rejoint les Rangers (King's Royal Rifle Corps), un célèbre régiment d'infanterie territoriale de Londres, en 1934 et sert pendant la Seconde Guerre mondiale en Grèce, en Crète, en Égypte, en Libye, en Tunisie, en Italie et en Autriche, devenant le plus jeune brigadier de l'armée britannique en 1944. Il est nommé à l'Ordre du Service distingué en 1941, fait Commandeur de la Légion du Mérite (États-Unis) et décoré de la Croix de Guerre .
Low se présente au Parlement en tant que conservateur aux élections générales de 1945 et remporte le siège de Blackpool North . Il est secrétaire parlementaire au ministère des Approvisionnements de 1951 à 1954 et Ministre d'État à la Chambre de commerce à partir de 1954, devenant conseiller privé .
En 1957, il est fait chevalier et devient président du comité restreint de l'industrie nationalisée. En 1959, il devient vice-président du Parti conservateur. En 1962, il est créé baron Aldington, de Bispham dans le comté de Blackpool, et se lance dans les affaires, devenant président de plusieurs sociétés. Il est administrateur de la société bancaire de la famille Grindlay, Grindlays Bank, en 1946, à la suite de son père et de son grand-père.
En 1964, Lord Aldington devient président de la banque ainsi que de GEC . En 1971, il rejoint le conseil consultatif général de la BBC et devient président de Sun-Alliance et de la Port of London Authority . En 1972, il devient coprésident, avec Jack Jones, du comité mixte spécial sur l'industrie portuaire. Il est président de Westland en 1977.
Lord Aldington est considéré comme un conservateur "One nation" et soutient l'engagement britannique dans l'Union européenne. Il poursuit ses activités politiques à la Chambre des lords, notamment en tant que président du comité restreint des Lords sur le commerce d'outre-mer. Il est également sous-lieutenant pour le Kent.
En 1999, lorsque les pairs héréditaires sont exclus de la Chambre des Lords par la House of Lords Act 1999, en tant que pair héréditaire de première création, il obtient une pairie à vie en tant que baron Low, de Bispham dans le comté de Lancashire, afin qu'il puisse rester.

## Famille
Aldington épouse (Felicité Ann) Araminta MacMichael (décédée en 2012), fille de Harold MacMichael, le 10 avril 1947. Ils ont un fils, Charles Low, 2e baron Aldington, et deux filles, (Priscilla) Jane Stephanie, Lady Roberts (conservatrice de la salle des estampes du château de Windsor et bibliothécaire royale ; épouse de Sir Hugh Roberts) et l'hon. Lucy Ann Anthea (épouse Alasdair Laing) .
Lady Aldington est la patronne de la Jacob Sheep Society.

## Procès en diffamation
En 1989, Lord Aldington lance un procès et remporte un record de dommages et intérêts de 1,5 million de livres sterling (plus 500 000 livres sterling de frais) dans une affaire de diffamation contre Nikolaï Tolstoï et Nigel Watts, qui l'ont accusé de crimes de guerre en Autriche lors de son implication dans le rapatriement des cosaques à Lienz, partie de l'opération Keelhaul à la fin de la Seconde Guerre mondiale . Tolstoï a écrit plusieurs livres (Victimes de Yalta en 1977, La guerre secrète de Staline en 1981, Le ministre et les massacres en 1986) sur la complicité présumée d'hommes politiques et d'officiers britanniques avec les forces de Staline dans le meurtre d'exilés russes blancs du régime soviétique, des cosaques, des paramilitaires croates et des fugitifs collaborationnistes de Tito, ainsi que 11 000 combattants anticommunistes slovènes .
Nigel Watts, qui est en conflit commercial avec Sun Alliance, l'une des anciennes sociétés de Lord Aldington, utilise ces informations pour faire avancer sa propre cause, en imprimant 10 000 tracts sur le rôle d'Aldington dans cette affaire et en les faisant circuler . Tolstoï évite de payer les dommages-intérêts en se déclarant en faillite, bien que peu de temps après la mort d'Aldington il paye 57 000 £ de frais à la succession d'Aldington .
En juillet 1995, la Cour européenne des droits de l'homme décide à l'unanimité que le gouvernement britannique a violé les droits de Tolstoï au regard de l'article 10 de la Convention des droits de l'homme, qualifiant les dommages-intérêts d'« excessifs et non nécessaires dans une société démocratique » .
Par la suite, des allégations sont faites selon lesquelles Aldington a été matériellement aidé par des amis du ministère de la Défense, qui ont supprimé des documents cruciaux, mais Tolstoï et Watts se sont vu refuser l'autorisation de faire appel sur la base de ces conclusions . Nigel Watts est emprisonné pendant 18 mois en avril 1995, après avoir répété dans une brochure qu'Aldington était un criminel de guerre .
En 1996, la Cour d'appel confirme une ordonnance obtenue par Aldington qui rend les avocats agissant pour Tolstoï parties pro bono dans l'affaire, et ainsi solidairement responsables avec Tolstoï de tous les frais ou dommages-intérêts accordés à Aldington. Cette ordonnance s'accompagne d'une exigence selon laquelle Tolstoï devait assumer les frais de la défense d'Aldington pour obtenir l'autorisation d'interjeter appel .